# Kaprichosa
Kaprichosa es una canción interpretada por la cantante y actriz mexicana Danna Paola. Fue lanzada en sencillo solitario el 19 de agosto del 2021 a plataformas digitales. Su vídeo musical lo público a su canal VEVO de YouTube el mismo día de su lanzamiento.

## Lista de canciones

### Descarga digital[4]
- 'Kaprichosa' - 3:09

## Posicionamiento en listas
| Lista (2021)                                 | Mejor posición |
| -------------------------------------------- | -------------- |
| México Mexico Songs (Billboard)              | 16             |
| México (Monitor Latino)                      | 9              |
| México (Spotify Charts)                      | 27             |
| Estados Unidos Latin Pop Airplay (Billboard) | 15             |

## Historial de lanzamiento
| Región | Fecha                | Formato                     | Discográfica                            | Ref.  |
| ------ | -------------------- | --------------------------- | --------------------------------------- | ----- |
| Varios | 19 de agosto de 2021 | Descarga digital, Streaming | Universal Music, Universal Music México | [ 8 ] |